# ヘルメス文書
ヘルメス文書（ヘルメスもんじょ）、または、ヘルメティカ文書とは、ヘルメス・トリスメギストスが著したと考えられた、神秘主義的な古代思想の文献写本の総称である。

## 概説
文書には紀元前3世紀に成立した占星術などの部分も含まれるが、紀元後3世紀頃までにネオプラトニズム（新プラトン主義）やグノーシス主義などの影響を受けて、エジプトで成立したと考えられている。内容は複雑であり、占星術・太陽崇拝・ピタゴラスなどの要素を取り入れている。他にも、「一者」からの万物の流出（ネオプラトニズム的）や、神を認識することが救いである（グノーシス主義的）などの思想もみられる。
「ヘルメス文書」は、11世紀頃までに東ローマ帝国で17冊の文書に編集された「ヘルメス選集」が中心である（中世西ヨーロッパでは知られておらず、ルネサンス期にギリシア語からラテン語に翻訳された）。
それ以外に、ヘルメスの著作とされる『アスクレピオス』がある。早くからラテン語に翻訳され、アウグスティヌスの『神の国』にも引用されたため、中世西ヨーロッパで知られていた。また20世紀に発見されたナグ・ハマディ写本にも「ヘルメス文書」の一部が含まれていた。
柴田有は「ヘルメス文書」を4つに大別している（『ヘルメス文書』解説）。
- 哲学・宗教的な作品
  - 「ヘルメス選集」（＝荒井献・柴田有訳『ヘルメス文書』の内容）

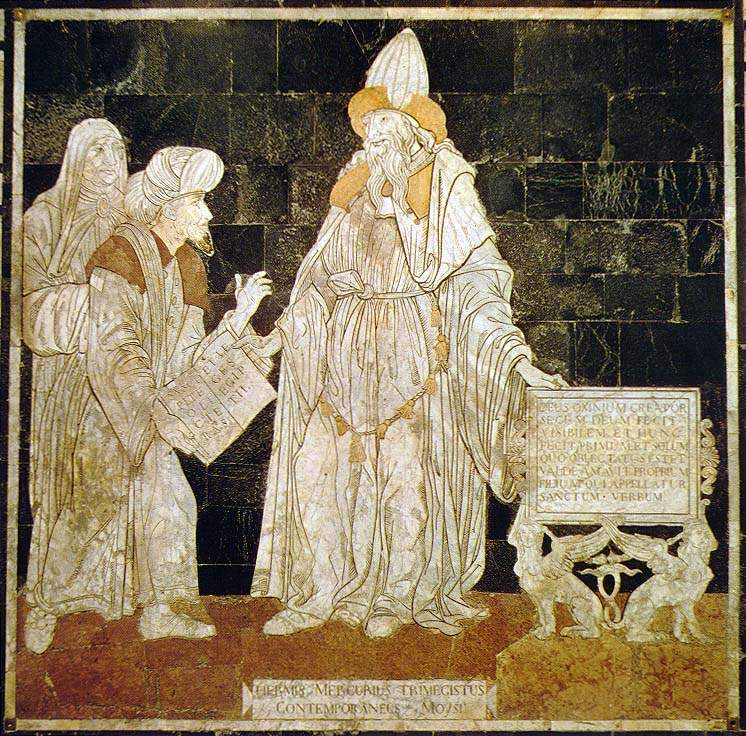
ヘルメス・メルクリウス・トリスメギストス、シエナ大聖堂舗床のモザイク画

  - アスクレピオス　ほか
- 占星術の作品
- 錬金術の作品
- 魔術の作品

## グノーシス主義との相違点
ヘルメス主義とグノーシス主義は互いに共通のイメージ（神話、プラトン哲学、聖書など）を用いるが、前者が世界に肯定的（Pro-cosmic）であるのに対して、後者が世界に否定的（Anti-cosmic）である点が異なる。世界の創造主の否定につながるグノーシス主義が正統派のキリスト教と相容れないのに対し、ヘルメス主義は必ずしもキリスト教と矛盾するものではない。
たとえば、イタリアのシエナ大聖堂のモザイク画には“モーセの同時代人ヘルメス・メルクリウス・トリスメギストス”が描かれている。 

## イスラム圏への影響
ヘルメス選集の第一文書「ポイマンドレース」は、グノーシス主義的な文献として有名であり、アラビア語に翻訳され、イスラム圏のスーフィズムでも言及される文書である。ムスリムにとって、ヘルメスは預言者エノクと同一視されており、クルアーンでは預言者イドリースとされる。

## 西欧への影響
ヘルメス選集は、中世の西ヨーロッパでは知られていなかったが、ルネサンス期の1460年にコジモ・デ・メディチが東ローマ帝国から写本を入手し、人文主義者マルシリオ・フィチーノがギリシャ語からラテン語に翻訳した（Corpus Hermeticum）。ヘルメス主義と総称されるヘルメス文書の思想はキリスト教以前の知とみなされ、キリスト教の立場から合理的に解釈する者もいたが、魔術思想の書とも考えられた。
ヘルメス主義は、地動説を唱えたコペルニクス、神学者で生理学者のセルベトゥス（三位一体説を否定し、異端とされた）、天文学者のケプラー、磁気による引力論を唱えたギルバート、微積分を編み出したライプニッツ、科学者ニュートン等にも広く影響を及ぼしたと言われる。